# 미조 국민전선 봉기
미조 국민전선(Mizo National Front) 봉기는 1966년 2월 28일에 시작된 미조 민족의 주권 국가 수립을 목표로 하는 인도 정부에 대한 반란이었다 1966년 3월 1일, 미조 국민전선 (MNF)은 아삼 미조 지구의 여러 지역에 있는 정부 청사와 보안군 초소에 대한 합동 공격을 가한 후 독립을 선언 했다. 정부는 1966년 3월 25일까지 MNF가 점령한 모든 장소를 보복하고 탈환했다.
1960년대 초, Pu Laldenga를 포함한 MNF 지도자들은 동파키스탄 (현 방글라데시)을 방문했고, 그곳에서 파키스탄 정부는 그들에게 군사 장비와 훈련을 제공했다. Laldenga와 그의 중위 Pu Lalnunmawia는 국가에 대한 음모 혐의로 아삼 정부에 의해 체포되었지만 Laldenga의 좋은 행동을 수행한 후 1964년 2월에 석방되었다. 그러나 석방 직후 MNF는 분리 활동을 강화했다. MNF 회원들은 미조족으로부터 강제로 기부금을 모아 자원봉사자를 모집하고 파키스탄에서 공급한 무기로 훈련시켰다. 1965년 말까지 MNF 무기 보관함은 국경 도로 조직 에서 도난당한 플라스틱 폭발물, 제1대대에서 획득한 소총 및 탄약, Aizawl에 본부를 둔 아삼 소총 (1 AR), 조잡한 폭탄 및 Sten 총으로 구성되었다.

## 같이 보기
- 북동인도 반란

1. ↑  Goswami, Namrata (2009). “The Indian Experience of Conflict Resolution in Mizoram”. 《Strategic Analysis》 (영어) 33 (4): 579–589. doi:10.1080/09700160902907118.
2. ↑  Panwar, Namrata (2017). “Explaining Cohesion in an Insurgent Organization: The Case of the Mizo National Front”. 《Small Wars & Insurgencies》 (영어) 28 (6): 973–995. doi:10.1080/09592318.2017.1374602.
3. 1 2  Jagadish Kumar Patnaik (2008). 《Mizoram, dimensions and perspectives: society, economy, and polity》. Concept Publishing Company. 60쪽. ISBN 978-81-8069-514-8.